# Пинява
Пинява (лит. Piniava) — деревня в Паневежском районе Литвы, в 4 км к северу от Паневежиса. Рядом проходит автомагистраль А10 соединяющая Паневежис и Бауска. К северу от села протекает река Левуо, на юго-западе расположен небольшой лесной массив. Функционируют школа-детсад, библиотека, частная пивоварня.

## История

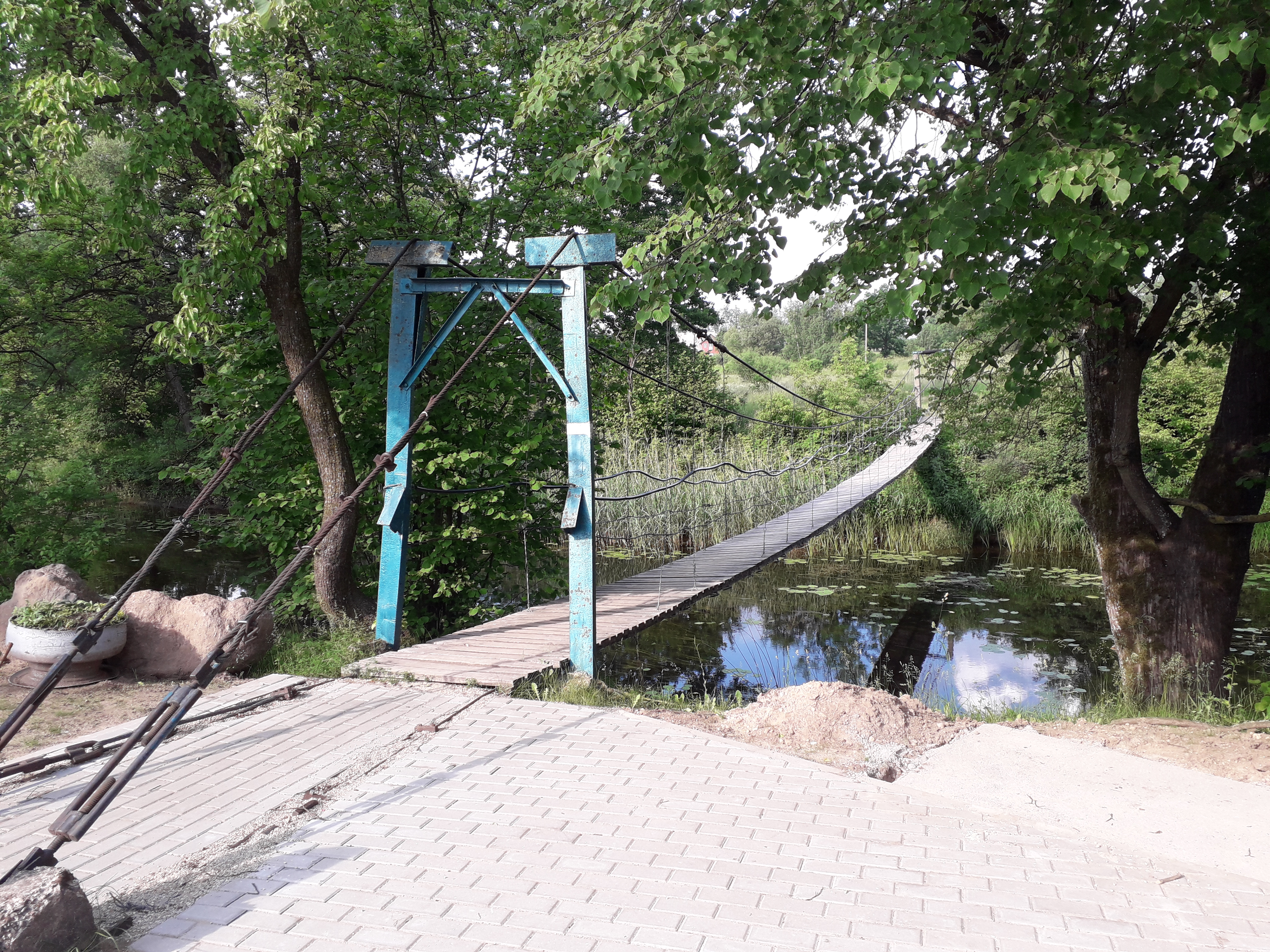
Мост через Левуо

С 1950 по 1976 год Пинява была районным центром. В селе располагался колхоз и подразделение Паневежского лесхоза.

## Демография
В 1902 году проживало 22 человека.
В 1959 году проживало 88 человек.
В 1989 году проживало 1132 человек.
В 2011 году проживало 1061 человек.
В 2021 году проживало 1065 человек.